# Kasper Kooij
Kasper Kooij (Rotterdam, 15 maart 1983) is een Nederlands ondernemer en voormalig radio-dj. Hij verwierf bekendheid met de programma's die hij presenteerde op NPO Radio 2.

## Loopbaan
Kooij begon zijn radiocarrière op zijn twaalfde bij de lokale omroep in Capelle aan den IJssel, Radio Capelle. Daarna ging hij aan de slag als redacteur-verslaggever bij Omroep Flevoland, werd hij eindredacteur en verslaggever bij BNR Nieuwsradio, verslaggever bij NOS en was hij ook een tijdje te horen op Radio Decibel.
In de zomer van 2011 presenteerde hij Avondspits op Radio 1. Daarna volgde hij Jeanne Kooijmans op bij Radio 2. Hij presenteerde van 2011 tot begin 2013 het Radio 2-programma High Tea, dat op 3 februari 2013 werd omgedoopt tot Hotel Kooij. In 2012 en 2013 maakte hij eveneens deel uit van het presentatieteam van de NPO Radio 2 Top 2000.
In de zomer van 2013 toerde hij zes weken lang als presentator door het land voor Radio 1 met Zomer-avondspits.
In mei 2014 stopte Kooij met Hotel Kooij om op Curaçao voor Dolfijn FM te gaan presenteren. Daar presenteerde hij tot oktober 2015 de ochtendshow KukeleKooij.
Eind 2017 begon Kooij samen met zijn vrouw Renée Lamboo het bedrijf- en platform PorteRenee. Op deze website, en in de bijbehorende podcast, geven ze advies over het slim omgaan met geld.